# 皮埃爾帕特 (路易斯安那州)
皮埃爾帕特（英語：Pierre Part）是位於美國路易斯安那州阿桑普申堂區的一個普查規定居民點。

## 人口
根據2020年美國人口普查的數據，皮埃爾帕特的面積為7.98平方千米，當中陸地面積為7.96平方千米，而水域面積為0.02平方千米。當地共有人口3024人，而人口密度為每平方千米378.95人。